# Repubbliche della Russia
Le repubbliche della Russia sono 23 entità federali (suddivisione territoriale di primo livello, che differiscono tra loro per tipo e grado di autonomia) in cui è suddivisa la Federazione Russa. La maggior parte delle repubbliche rappresenta aree con popoli di etnia non russa, sebbene vi siano diverse repubbliche a maggioranza russa. L'etnia indigena di una repubblica che le dà il nome viene definita «nazionalità titolare».
A causa di decenni (in alcuni casi secoli) di migrazione interna nella Russia, ogni nazionalità non costituisce necessariamente la maggioranza della popolazione di una repubblica.

## Cronologia
Le repubbliche furono stabilite già all'inizio dell'epoca sovietica. Il 15 novembre 1917, Lenin emise la Dichiarazione dei diritti dei popoli della Russia, dando alle minoranze non russe il diritto all'autodeterminazione. Tuttavia, la maggior parte di questi nuovi stati vennero riconquistati dai sovietici durante la guerra civile russa.
Quando il 30 dicembre 1922 l'Unione Sovietica venne formalmente creata, le minoranze del paese furono relegate nelle Repubbliche socialiste sovietiche autonome (RSSA), che avevano meno potere delle Repubbliche dell'Unione Sovietica. Le prime autorità sovietiche incoraggiarono tuttavia le minoranze a unirsi ai governi delle loro repubbliche per avere una rappresentanza e de-russificare il paese in un periodo noto come korenizacija.
Questa politica colpiva anche la gente di etnia russa ed era particolarmente applicata nelle RSSA, dove gli indigeni erano già una minoranza nella loro terra natale, come la Repubblica socialista sovietica autonoma di Buriazia.

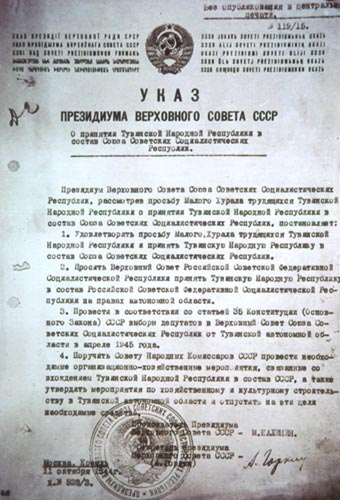
Decreto dell'11 ottobre 1944 del Presidium del Soviet Supremo sull'incorporazione della Repubblica Popolare di Tuva nell'Unione Sovietica come 'oblast autonoma. Tuva divenne una Repubblica Socialista Sovietica Autonoma nel 1961.

Negli anni '30, tuttavia, l'umore cambiò quando l'Unione Sovietica, ora guidata da Iosif Stalin, smise di imporre la korenizacija e iniziò a eliminare i non russi dal governo e dall'intellighenzia. Iniziò così un periodo di russificazione dell'amministrazione. La lingua russa divenne obbligatoria in tutte le aree di etnia non russa e la scrittura cirillica divenne obbligatoria per scrivere tutte le lingue del Paese.
In teoria, le RSSA avevano il potere di imporre le proprie politiche su lingua e cultura, ma al tempo delle grandi purghe, le RSSA e le loro nazionalità titolari furono tra i più colpiti dall'epurazione ed erano in pratica, rigorosamente monitorati dalla capitale. Dal 1937, i "nazionalisti borghesi" vennero considerati "nemici del popolo russo" e la korenizacija venne formalmente abolita.
Le autonomie delle RSSA variarono notevolmente nel corso della storia dell'Unione Sovietica ma la russificazione continuò senza sosta e la migrazione interna russa verso le RSSA avrebbe portato i vari popoli indigeni a diventare minoranze nelle proprie repubbliche. Allo stesso tempo, il numero delle RSSA crebbe. La Repubblica Socialista Sovietica Autonoma di Carelia venne formata il 6 luglio 1956 dopo essere stata per breve tempo una repubblica sindacale dal 1940 mentre la parzialmente riconosciuta Repubblica Popolare di Tuva fu annesso dai sovietici l'11 ottobre 1944 e divenne la Repubblica Socialista Sovietica Autonoma di Tuva il 10 ottobre 1961. Negli anni '80 l'introduzione del glasnost' da parte del segretario generale Michail Gorbačëv avviò un periodo di rivitalizzazione della cultura delle minoranze nelle RSSA.
L'Unione Sovietica crollò nel 1991 e la posizione delle RSSA divenne incerta. Per legge, queste non avevano il diritto di separarsi dall'Unione Sovietica come fecero le Repubbliche Socialiste Sovietiche, ma la questione della sovranità nazionale divenne un argomento di discussione in alcune RSSA. Prima del crollo dell'Unione, il futuro presidente russo Boris Nikolaevič El'cin era un fervente sostenitore della sovranità nazionale e garantì l'indipendenza delle Repubbliche Socialiste Sovietiche in quella che veniva chiamata una "parata di sovranità".
Per quanto riguarda le RSSA, tuttavia, El'cin non sostenne la secessione e cercò di impedire loro di dichiarare l'indipendenza. La Repubblica Socialista Sovietica Autonoma di Cecenia-Inguscezia, guidata da Džochar Dudaev, il 1º novembre 1991 dichiarò unilateralmente la propria indipendenza e El'cin l'11 dicembre 1994 decise di riconquistarla dando così inizio alla prima guerra cecena. Quando il 21 marzo 1992 la Repubblica Socialista Sovietica Autonoma Tatara tenne un referendum sulla dichiarazione di indipendenza, la votazione fu dichiarata illegale dalla Corte costituzionale. El'cin era tuttavia favorevole al dare autonomia alle repubbliche, chiedendo loro "di prendere tutta la sovranità che potete ingoiare".

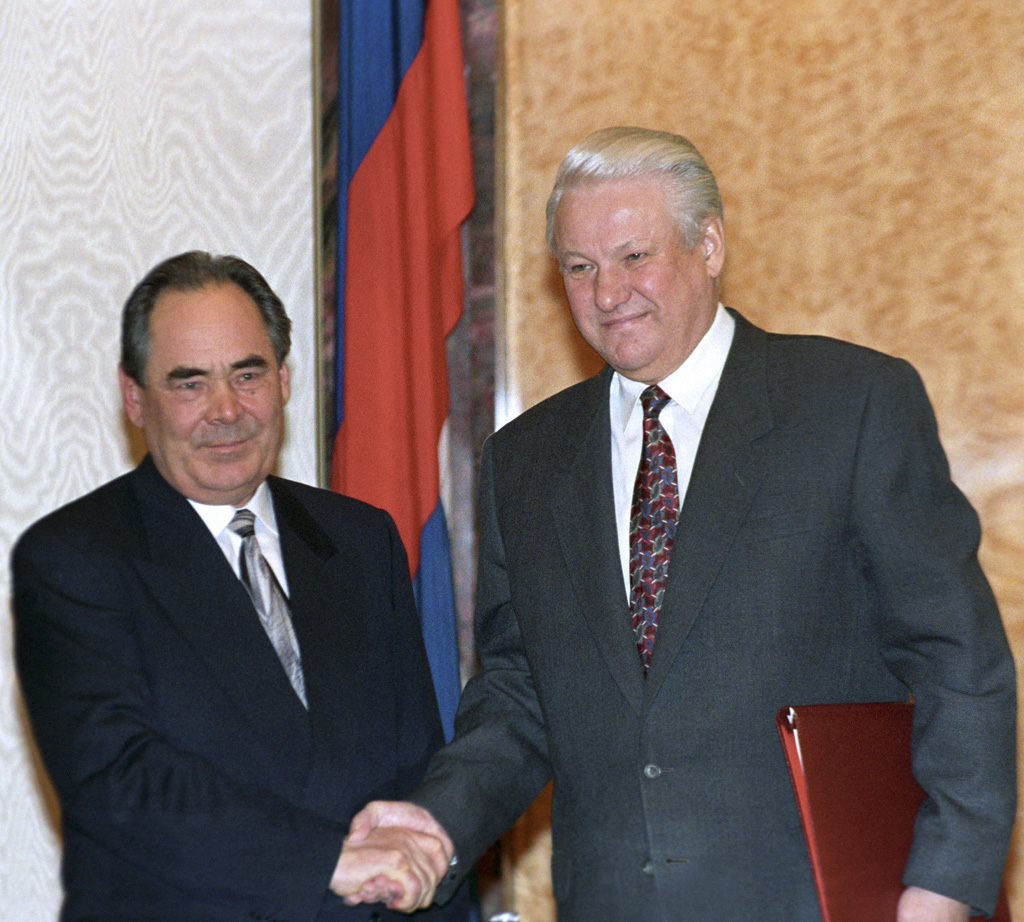
Il presidente russo Boris El'cin e il presidente del Tatarstan Mintimer Shaimiev si stringono la mano dopo aver firmato un accordo che devolveva poteri al Tatarstan il 15 febbraio 1994.

Il 31 marzo 1992, ogni soggetto della Russia, tranne la Repubblica Socialista Sovietica Autonoma Tatara e lo stato di fatto indipendente della Cecenia, firmarono il trattato della Federazione con il governo russo, con il quale venne consolidata la struttura federale del Paese, e Boris El'cin divenne il primo presidente del Paese. Le RSSA furono sciolte e divennero le repubbliche attuali. 
Il numero di repubbliche aumentò drammaticamente quando le ex oblast' autonome furono elevate al rango di repubbliche. Tra esse vi erano l'Altaj e la Karačaj-Circassia, mentre la parte ingusci della RSSA ceceno-inguscia si rifiutò di far parte dello stato secessionista di Cecenia e si riunì alla Russia come Repubblica di Inguscezia il 4 giugno 1992. La Repubblica del Tatarstan chiese un accordo separato per preservare la propria autonomia all'interno della Federazione Russa e il 15 febbraio 1994 venne firmato un accordo di condivisione del potere, in cui al Tatarstan fu concesso un alto grado di autonomia. 45 altre regioni, comprese le altre repubbliche, in seguito continuarono a firmare accordi di autonomia con il centro federale.
Verso la fine degli anni '90, la struttura eccessivamente complessa dei vari accordi bilaterali tra i governi regionali e Mosca suscitarono una richiesta di riforma. La Costituzione della Federazione Russa era la legge suprema del paese ma in pratica gli accordi di condivisione del potere la sostituirono mentre la scarsa supervisione degli affari regionali lasciava le repubbliche governate da leader autoritari che governavano per il beneficio personale. El'cin perse la prima guerra cecena e si dimise il 31 dicembre 1999.
Gli succedette come presidente ad interim Vladimir Putin. Prima delle sue dimissioni, un'invasione di jihadisti nel Daghestan costrinse Boris El'cin a inviare nuovamente truppe in Cecenia il 1º ottobre 1999. Putin ereditò la guerra e costrinse i separatisti ad arrendersi, reintegrando il territorio nella Federazione Russa come Repubblica Autonoma della Cecenia dopo che le truppe federali il 6 febbraio 2000 catturarono la capitale, Groznyj. Putin si candidò alle elezioni del 26 marzo 2000 con la promessa di ristrutturare completamente il sistema federale e ripristinare l'autorità del governo centrale. Gli accordi di condivisione del potere iniziarono a scadere gradualmente o furono aboliti volontariamente dopo il 2003. 
Solo il Tatarstan e il Bashkortostan continuarono a negoziare le estensioni dei loro trattati. Il trattato di condivisione del potere del Bashkortostan scadde il 7 luglio 2005, lasciando il Tatarstan come l'unica Repubblica che manteneva la sua autonomia, che venne rinnovata l'11 luglio 2007. Dopo un attacco di separatisti ceceni in una scuola di Beslan, in Ossezia Settentrionale-Alania, nel settembre del 2004, Putin abolì le elezioni dirette dei governatori e assunse il potere di nominarli e rimuoverli personalmente. Durante tutto il decennio, leader regionali influenti come Mintimer Shaimiev del Tatarstan e Murtaza Rakhimov del Bashkortostan, che erano irremovibili nell'estensione dei loro accordi bilaterali con Mosca, furono licenziati, rimuovendo le ultime tracce di autonomia regionale dagli anni '90. Il 24 luglio 2017, l'accordo di condivisione del potere del Tatarstan scadde, diventando l'ultima Repubblica a perdere il suo status speciale. Dopo la risoluzione dell'accordo, alcuni commentatori espressero l'opinione che la Russia aveva smesso di essere una federazione.

## Status costituzionale

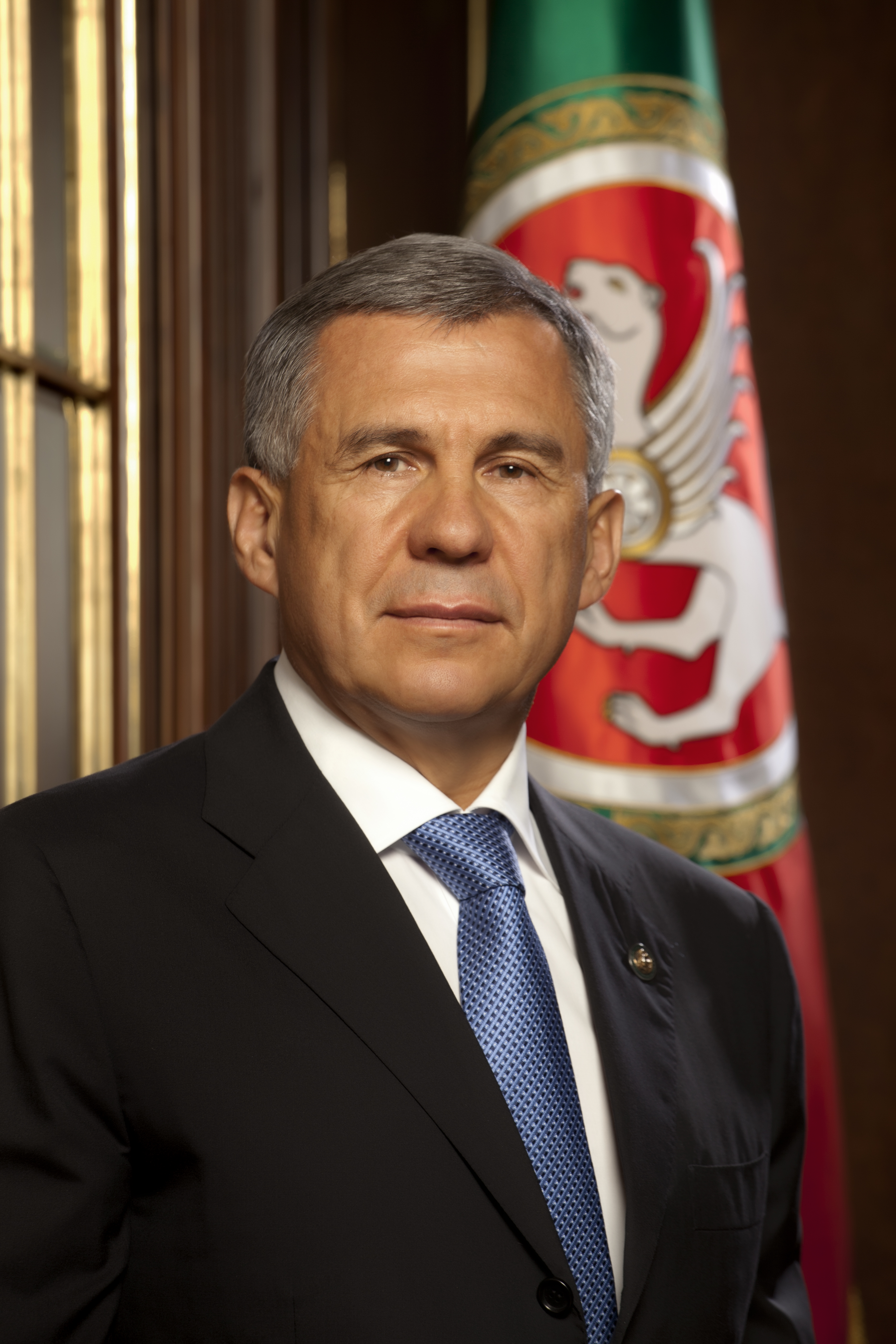
Rustam Minnikhanov, il presidente del Tatarstan. Fino al 2010, i capi delle repubbliche potevano avere il titolo di Presidente. Il Tatarstan è l'unica repubblica a mantenere quel titolo.

Le Repubbliche differiscono dagli altri soggetti federali in quanto hanno il diritto di stabilire la propria lingua ufficiale, hanno una propria Costituzione e hanno un inno nazionale. Altri soggetti federali, come i territori e le oblast', non hanno in modo esplicito questo diritto. Durante la presidenza di Boris El'cin, le Repubbliche furono i primi soggetti a ottenere un ampio potere da parte del governo federale e spesso ricevettero un trattamento preferenziale su altri argomenti, il che portò la Russia a essere definita una "federazione asimmetrica". Il trattato della Federazione, firmato il 31 marzo 1992, prevedeva che le repubbliche fossero "stati sovrani" e avevano estesi diritti su risorse naturali, commercio estero e bilanci interni.
 La firma di trattati bilaterali con le repubbliche conferì loro poteri aggiuntivi, tuttavia, la quantità di autonomia data differiva da un soggetto all'altro e si basava principalmente sulla loro ricchezza economica piuttosto che sulla composizione etnica.
Alla Jacuzia, ad esempio, fu concesso un maggiore controllo sulle sue risorse, essendo in grado di mantenere la maggior parte delle sue entrate e vendere e ricevere i suoi profitti fino al 20% in modo indipendente grazie ai suoi vasti depositi di diamanti. Tatarstan e Bashkortostan avevano l'autorità di stabilire le proprie relazioni estere e condurre accordi con governi stranieri. Ciò portò a critiche da parte di territori e oblast'. Dopo la crisi costituzionale russa del 1993, fu adottata l'attuale Costituzione e le repubbliche non furono più classificate come "stati sovrani". Tutti i soggetti della federazione furono dichiarati uguali, pur mantenendo la validità degli accordi bilaterali.
In teoria, la Costituzione era la massima autorità sulle repubbliche ma nelle pratica i trattati di condivisione del potere avevano un peso maggiore. Le repubbliche spesso crearono proprie leggi che contraddicevano la Costituzione. Boris El'cin, tuttavia, fece pochi sforzi per frenare le leggi incostituzionali, preferendo chiudere un occhio sulle violazioni in cambio di lealtà politica. L'elezione di Vladimir Putin il 26 marzo 2000 diede inizio a un periodo di ampie riforme per centralizzare l'autorità al governo federale e allineare tutte le leggi alla Costituzione. Il suo primo atto come presidente fu la creazione dei circondari federali il 18 maggio 2000. 
Essi avevano il compito di esercitare il controllo federale sui soggetti federali del paese. In seguito, nel giugno del 2001, Putin istituì la cosiddetta "Commissione Kozak" per esaminare la divisione dei poteri tra governo e soggetti federali. Le raccomandazioni della Commissione si concentrarono principalmente sulla riduzione al minimo delle basi dell'autonomia regionale e del trasferimento di poteri sul bilancio alle repubbliche dal governo federale. La centralizzazione del potere continuò mentre le repubbliche perdevano gradualmente sempre più autonomia nei confronti del governo federale, portando il Parlamento europeo a concludere che, nonostante si autodefinisse una federazione, la Russia funziona come uno stato unitario. Il 21 dicembre 2010, la Duma di Stato votò per ribaltare le leggi precedenti che consentivano ai leader delle Repubbliche di detenere il titolo di presidente mentre una proposta di legge approvata il 19 giugno 2018 elevava lo status della lingua russa a spese delle altre lingue ufficiali nelle Repubbliche. Il disegno di legge autorizzò l'abolizione delle lezioni di lingua minoritaria obbligatoria nelle scuole e la riduzione dell'insegnamento a volontario con due ore di lezione alla settimana.
Esistono movimenti secessionisti nella maggior parte delle Repubbliche ma questi generalmente non sono molto forti. La Costituzione non menziona esplicitamente se una Repubblica può legalmente secedere dalla Federazione Russa. Tuttavia, la Corte costituzionale della Federazione Russa, dopo la secessione unilaterale della Cecenia nel 1991, decise che le repubbliche non hanno il diritto di secessione e sono parti inalienabili del paese. Nonostante ciò, alcune Costituzioni repubblicane negli anni '90 avevano articoli che davano loro il diritto di diventare indipendenti. Tra esse vi era Tuva, la cui Costituzione aveva un articolo che gli conferiva esplicitamente il diritto di secessione. Tuttavia, in seguito alle riforme centralizzanti operate da Putin nei primi anni 2000, questi articoli vennero successivamente abbandonati. La Repubblica di Cabardino-Balcaria, ad esempio, nel 2001 adottò una nuova Costituzione che impedisce alla Repubblica di esistere indipendentemente dalla Federazione Russa. Dopo l'annessione della Crimea da parte della Russia, il 5 luglio 2014 la Duma di Stato adottò una legge per sanzionare le persone che chiedevano la separazione di qualsiasi parte del paese.

## Status della Crimea
Il 18 marzo 2014, la Repubblica autonoma di Crimea, fino a quel momento parte dell'Ucraina, fu annessa alla Russia dopo un referendum. La penisola divenne successivamente la Repubblica di Crimea, la ventiduesima repubblica della Russia. Tuttavia, l'Ucraina e la maggior parte della comunità internazionale non riconoscono l'annessione della Crimea e l'Assemblea generale delle Nazioni Unite dichiarò il voto illegittimo.

## Elenco
| Localizzazione | Bandiera | Repubblica                                                                                 | Continente | Nazionalità                    | Popolazione nazionalità titolare (2002) | Gruppi linguistici nazionalità titolare | Religione nazionalità titolare                | Altre lingue ufficiali    | Russi (2002) | Popolazione (2002) | Data di istituzione |
| -------------- | -------- | ------------------------------------------------------------------------------------------ | ---------- | ------------------------------ | --------------------------------------- | --------------------------------------- | --------------------------------------------- | ------------------------- | ------------ | ------------------ | ------------------- |
|                |          | Adighezia (Адыгея, Адыгэ)                                                                  | Europa     | Circassi                       | 24,2%                                   | Caucasico                               | Islam                                         | Adighè                    | 64,5%        | 447 000            | 3 luglio 1991       |
|                |          | Altaj (Алтай)                                                                              | Asia       | Altaici                        | 33,5%                                   | Turco                                   | Lamaismo, Sciamanesimo                        | Altai                     | 57,4%        | 203 000            | 3 luglio 1991       |
|                |          | Baschiria (Башкортостан, Башҡортостан)                                                     | Europa     | Baschiri                       | 29,8%                                   | Turco                                   | Islam                                         | Baschiro                  | 36,3%        | 4 104 000          | 23 marzo 1919       |
|                |          | Buriazia (Бурятия, Буряад)                                                                 | Asia       | Buriati                        | 28,1%                                   | Mongolo                                 | Buddhismo tibetano ("Lamaismo")               | Buriato                   | 67,8%        | 981 000            | 30 maggio 1923      |
|                |          | Cabardino-Balcaria (Кабардино-Балкарская Республика, Къэбэрдей-Балъкъэр, Къабарты-Малкъар) | Europa     | Cabardi, Balcari               | 67% (55,3% Cabardi, 11,6% Balcari)      | Caucasico (Cabardi), turco (Balcari)    | Islam, Cristianesimo ortodosso                | Cabardo, caraciai-balcaro | 25,1%        | 901 000            | 5 dicembre 1936     |
|                |          | Calmucchia (Калмыкия, Хальмг Таңһч)                                                        | Europa     | Calmucchi                      | 53,3%                                   | Mongolo                                 | Buddhismo tibetano ("Lamaismo")               | Calmucco                  | 33,6%        | 292 000            | 22 ottobre 1935     |
|                |          | Carelia (Карелия, Karjala)                                                                 | Europa     | Careliani                      | 9,2%                                    | Finnico                                 | Cristianesimo ortodosso                       | Careliano, finlandese     | 76,6%        | 716 000            | 27 giugno 1923      |
|                |          | Cecenia (Чеченская Республика, Нохчийчоь)                                                  | Europa     | Ceceni                         | 93,5%                                   | Caucasico                               | Islam                                         | Ceceno                    | 3,7%         | 1 104 000          | 10 gennaio 1993     |
|                |          | Chakassia (Хакас(с)ия)                                                                     | Asia       | Chakassi                       | 12%                                     | Turca                                   | Cristianesimo ortodosso                       | Chakasso, altai           | 80,3%        | 546 000            | 3 luglio 1991       |
|                |          | Ciuvascia (Чувашская Республика, Чăваш Республики)                                         | Europa     | Ciuvasci                       | 67,7%                                   | Turco                                   | Cristianesimo ortodosso                       | Ciuvascio                 | 26,5%        | 1 314 000          | 21 aprile 1925      |
|                |          | Crimea (Республика Крым)                                                                   | Europa     | –                              | –                                       | Russo                                   | Cristianesimo ortodosso                       | Tataro di Crimea, ucraino | 76,4%        |                    | 18 marzo 2014       |
|                |          | Daghestan (Дагестан)                                                                       | Europa     | 9 diverse nazionalità indigene | 86,6%                                   | Caucasico, turco                        | Islam                                         | nessuna                   | 4,7%         | 2 577 000          | 20 gennaio 1921     |
|                |          | Doneck (Донецк)                                                                            | Europa     | –                              | –                                       | Russo                                   | Cristianesimo ortodosso                       | nessuna                   |              |                    | 30 settembre 2022   |
|                |          | Inguscezia (Ингушетия, ГIалгIай Мохк)                                                      | Europa     | Ingusci                        | 77,3%                                   | Caucasico                               | Islam                                         | Inguscio                  | 1,2%         | 467 000            | 4 giugno 1992       |
|                |          | Karačaj-Circassia (Карачаево-Черкесская Республика)                                        | Europa     | Carachi, Circassi              | 50% (38,5% Carachi, 11,3% Circassi)     | Turco (Carachi), caucasico (Circassi)   | Islam                                         | nessuna                   | 33,6%        | 439 000            | 3 luglio 1991       |
|                |          | Komi (Коми)                                                                                | Europa     | Komi                           | 25,2%                                   | Finnico                                 | Cristianesimo ortodosso                       | Komi                      | 59,6%        | 1 019 000          | 5 dicembre 1936     |
|                |          | Lugansk (Луганск)                                                                          | Europa     | –                              | –                                       | Russo                                   | Cristianesimo ortodosso                       | nessuna                   |              |                    | 30 settembre 2022   |
|                |          | Mari El (Марий Эл)                                                                         | Europa     | Mari                           | 42,9%                                   | Finnico                                 | Cristianesimo ortodosso                       | Mari                      | 47,5%        | 728 000            | 5 dicembre 1936     |
|                |          | Mordovia (Мордовия)                                                                        | Europa     | Mordvini                       | 31,9%                                   | Finnico                                 | Cristianesimo ortodosso                       | Mokša, Erza               | 60,8%        | 889 000            | 20 dicembre 1934    |
|                |          | Ossezia Settentrionale-Alania (Северная Осетия-Алания, Цӕгат Ирыстоны Аланийы)             | Europa     | Osseti                         | 62,7%                                   | Iraniano                                | Cristianesimo ortodosso, Islam                | Osseto                    | 23,2%        | 710 000            | 5 dicembre 1936     |
|                |          | Sacha (Jacuzia) (Саха (Якутия))                                                            | Asia       | Jakuti                         | 45,5%                                   | Turca                                   | Cristianesimo ortodosso, Sciamanesimo         | Sacha                     | 41,2%        | 949 000            | 27 aprile 1922      |
|                |          | Tatarstan (Татарстан)                                                                      | Europa     | Tatari                         | 52,9%                                   | Turca                                   | Islam                                         | Tataro                    | 39,5%        | 3 779 000          | 25 giugno 1920      |
|                |          | Tuva (Тыва)                                                                                | Asia       | Tuvani                         | 77%                                     | Turca                                   | Buddhismo tibetano ("Lamaismo"), Sciamanesimo | Tuvano                    | 20,1%        | 306 000            | 10 ottobre 1961     |
|                |          | Udmurtia (Удмуртская Республика, Удмурт Элькун)                                            | Europa     | Udmurti                        | 29,3%                                   | Finnico                                 | Cristianesimo ortodosso                       | Udmurto                   | 60,1%        | 1 570 000          | 28 dicembre 1934    |

## Tentativi di formare nuove repubbliche
In risposta all'apparente disuguaglianza federale, in cui alle Repubbliche furono concessi privilegi speciali durante i primi anni della presidenza di Boris El'cin a spese di altri soggetti, Eduard Rossel, allora governatore dell'oblast' di Sverdlovsk e sostenitore della parità di diritti per tutti i soggetti federali, il 1º luglio 1993 tentò di trasformare la sua oblast' nella "Repubblica degli Urali" per ricevere gli stessi benefici. Inizialmente favorevole, El'cin in seguito sciolse la Repubblica e rimosse Rossel il 9 novembre 1993. L'unico altro tentativo di creare formalmente una Repubblica avvenne nell'oblast' di Vologda quando le autorità dichiararono il loro desiderio di creare una "Repubblica di Vologda" il 14 maggio 1993. Questa dichiarazione, tuttavia, fu ignorata da Mosca e alla fine svanì dalla coscienza pubblica. Altri tentativi di creare unilateralmente una repubblica non si materializzarono mai.
Altre proposte fatte includono la "Repubblica dei Pomory" nell'oblast' di Arcangelo, la "Repubblica degli Urali meridionali" nell'oblast' di Čeljabinsk, la "Repubblica della Čukotka" nel circondario autonomo della Čukotka, la "Repubblica Yenisei" nell'oblast' di Irkutsk, la "Repubblica di Leningrado" nell'oblast' di Leningrado, la "Repubblica di Nenets" nel circondario autonomo dei Nenec, la "Repubblica siberiana" nell'oblast' di Novosibirsk, la "Repubblica del Litorale" nel territorio del Litorale, la "Repubblica della Neva" nella città di San Pietroburgo e una repubblica consistente di undici regioni della Russia occidentale incentrate nell'oblast' di Orël.
Altri tentativi di creare repubbliche si presentarono sotto forma di frazionamento di territori già esistenti. Dopo il crollo dell'Unione Sovietica, fu presentata una proposta per dividere la Karačaj-Circassia in diverse repubbliche più piccole. L'idea fu respinta con referendum il 28 marzo 1992. Venne avanzata anche la proposta di dividere la Mordovia per separare le terre d'origine di erzi e mokša. La proposta fu respinta nel 1995.

### Annotazioni
1. ↑  De facto, a seguito dell'annessione di Donetsk, Luhansk e della Crimea, riconosciute come parte dell'Ucraina.

### Fonti
1. ↑   Costituzione della Federazione Russa, Articolo 65. (PDF), su constitutionrf.ru.
2. ↑   Adel Bashqawi, Circassia: Born to Be Free, Xlibris Corporation, 2017, ISBN 978-1-5434-4765-1.
«It also issued the Declaration of the Rights of the Peoples of Russia on 15 November 1917, in which the equality of all peoples was proclaimed, and in which the 'right of self-determination, even unto separation' was formally recognized.»
3. 1 2   Liam Greenacre, Korenizatsiya: The Soviet Nationalities Policy for Recognised Minorities, su Liam's Look at History, 23 agosto 2016. URL consultato il 6 marzo 2019.
4. ↑  Bazarova V. V. On the problems of indigenization in the national autonomies of Eastern Siberia in the 1920s - 1930s. // Power. - 2013. - № 12. - p. 176.
5. 1 2  Timo Vihavainen: Nationalism and Internationalism. How did the Bolsheviks Cope with National Sentiments? in Chulos & Piirainen 2000, p. 85.
6. ↑   Ethnic and Religious Minorities in Stalin’s Soviet Union (PDF), in Ethnic and Religious Minorities, 2017,  p. 16.
«The cultural and linguistic factors and the isolation of minority communities from the rest of the population thus required additional surveillance of ethnic as well as religious groups by the secret service.»
7. ↑   Imogen Gladman, The Territories of the Russian Federation 2004, Londra, Europa Publications, 2004,  p. 102, ISBN 1-85743-248-7.
8. 1 2   Alatalu Toomas, Tuva: A State Reawakens, in Soviet Studies, vol. 44, Taylor & Francis, Ltd, 1992,  pp. 881-895, ISSN 0038-5859 (WC · ACNP), JSTOR 152275.
9. ↑   Greg Simons e David Westerlund, Religion, Politics and Nation-Building in Post-Communist Countries, Farnham, Ashgate Publishing, 2015,  p. 81, ISBN 978-1-4724-4969-6.
10. 1 2   Alexander Yakovlev e Margo Berman, Striving for Law in a Lawless Land: Memoirs of a Russian Reformer, Armonk, Stati Uniti d'America, M.E. Sharpe, 1996,  pp. 104-105, ISBN 1-56324-639-2.
11. ↑   Robert Saunders e Vlad Strukov, Historical Dictionary of the Russian Federation, Lanham, Stati Uniti d'America, Scarecrow Press, 2010,  pp. 59, ISBN 978-0-8108-7460-2.
12. ↑  (EN) Andrew Higgins, Dzhokhar Dudayev: Lone wolf of Grozny, su The Independent, 22 gennaio 1995. URL consultato il 6 marzo 2019.
13. ↑  (EN) Dmitry Muratov, 'The Chechen wars murdered Russian democracy in its cradle', in The Guardian, 12 dicembre 2014, ISSN 0261-3077 (WC · ACNP). URL consultato il 6 marzo 2019.
14. ↑   Margaret Shapiro, Tatarstan Votes for Self-Rule Repudiating Russia and Yeltsin, su The Washington Post, 23 marzo 1992. URL consultato il 6 marzo 2019.
15. 1 2  (EN) Vadim Shtepa, The Devolution of Russian Federalism, su Jamestown, 4 aprile 2017. URL consultato il 6 marzo 2019.
16. ↑  (EN) Lena Smirnova, Tatarstan, the Last Region to Lose Its Special Status Under Putin, in The Moscow Times, 24 luglio 2017. URL consultato il 7 agosto 2017.
17. 1 2   Varvara Pakhomenko, Ingushetia Abandoned, su Open Democracy, 16 agosto 2009. URL consultato il 30 aprile 2019.
18. 1 2  (EN) Russia revoking Tatarstan's autonomy, su European Forum for Democracy and Solidarity, 9 agosto 2017. URL consultato il 7 marzo 2019 (archiviato dall'url originale il 7 marzo 2019).
19. ↑   Mizuki Chuman, The Rise and Fall of Power-Sharing Treaties Between Center and Regions in Post-Soviet Russia (PDF), in Demokratizatsiya,  p. 135. URL consultato il 30 gennaio 2020 (archiviato dall'url originale l'8 marzo 2019).
20. ↑   Mizuki Chuman, The Rise and Fall of Power-Sharing Treaties Between Center and Regions in Post-Soviet Russia (PDF), in Demokratizatsiya,  p. 138. URL consultato il 30 gennaio 2020 (archiviato dall'url originale l'8 marzo 2019).
21. ↑   Nations in Transit: Russia, su Freedom House, 2005. URL consultato il 6 marzo 2019 (archiviato dall'url originale il 7 marzo 2019).
«The vast majority of governors were corrupt, ruling their regions as tyrants for their personal benefit and that of their closest allies.»
22. ↑  (EN) Floriana Fossato, Reasons Behind Yeltsin's Resignation, su Radio Free Europe/Radio Liberty, 9 dicembre 1999. URL consultato il 6 marzo 2019.
23. ↑   Richard Sakwa, Introduction: Why Chechnya?, in Richard Sakwa (a cura di), Chechnya: From Past to Future, 1st, Londra, Anthem Press, 2005,  pp. 1-42, ISBN 978-1-84331-164-5.
24. ↑   Daniel Williams, Russians Capture Grozny, su The Washington Post, 7 febbraio 2000. URL consultato il 30 aprile 2019.
25. ↑  (EN) Celestine Bohlen, Russian Regions Wary as Putin Tightens Control, in The New York Times, 9 marzo 2000, ISSN 0362-4331 (WC · ACNP). URL consultato il 6 marzo 2019.
26. ↑   Mizuki Chuman, The Rise and Fall of Power-Sharing Treaties Between Center and Regions in Post-Soviet Russia (PDF), in Demokratizatsiya,  p. 146. URL consultato il 30 gennaio 2020 (archiviato dall'url originale l'8 marzo 2019).
27. ↑   Cassandra Turner, "We Never Said We’re Independent": Natural Resources, Nationalism, and the Fight for Political Autonomy in Russia’s Regions, maggio 2018,  p. 49.
28. ↑   Federation Council Backs Power-Sharing Bill, su Radio Free Europe/Radio Liberty, 11 luglio 2007. URL consultato il 3 settembre 2017.
29. ↑  (EN) Alexey Malashenko, Mintimer Shaimiev Steps Down as President of Tatarstan, su Carnegie Moscow Center, 25 gennaio 2010. URL consultato il 7 maggio 2019 (archiviato dall'url originale il 7 maggio 2019).
30. ↑  (EN) Ellen Barry, Russian Regional Strongman to Retire, in The New York Times, 13 luglio 2010, ISSN 0362-4331 (WC · ACNP). URL consultato l'8 marzo 2019.
31. ↑   Emil Avdaliani, No Longer the Russian Federation: A Look at Tartarstan, su Georgia Today, 14 agosto 2017. URL consultato il 6 marzo 2019 (archiviato dall'url originale il 7 marzo 2019).
32. ↑  (EN) Aidan Simardone, Russian Federation No Longer: The Decline of Federalism and Autonomy in Russia, su NATO Association, 27 luglio 2018. URL consultato l'8 marzo 2019.
33. ↑  (EN) Tatarstan Vote Seen As Test For Russian Regional 'President', su Radio Free Europe/Radio Liberty, 15 settembre 2015. URL consultato il 7 maggio 2019.
34. ↑  Articolo 68 della Costituzione della Federazione Russa
35. ↑   Steven Solnick, Asymmetries in Russian Federation Bargaining (PDF), in The National Council for Soviet and East European Research, 29 maggio 1996. URL consultato il 30 gennaio 2020 (archiviato dall'url originale il 28 agosto 2017).
36. ↑   Jorge Martinez-Vazquez e Jameson Boex, Russia's Transition to a New Federalism, Washington D.C., Stati Uniti d'America, International Bank for Reconstruction, 2001,  p. 4, ISBN 0-8213-4840-X.
37. ↑   Steven Solnick, Center-Periphery Bargaining in Russia: Assessing Prospects of Federal Stability (PDF), in The National Council for Soviet and East European Research, 30 maggio 1996,  p. 4. URL consultato il 30 gennaio 2020 (archiviato dall'url originale il 6 agosto 2020).
38. ↑   James Alexander, Federal Reforms in Russia: Putin’s Challenge to the Republics (PDF), in Demokratizatsiya, 2004,  p. 237. Ospitato su Semantic Scholar.
39. ↑   Daniel Kempton e Terry Clark, Unity or Separation: Center-Periphery Relations in the Former Soviet Union, Westport, United States, Praeger, 2002,  p. 77, ISBN 0-275-97306-9.
40. 1 2 3   Alexander Sergunin, Explaining Russian Foreign Policy Behavior: Theory and Practice, Stuttgart, Ibidem, 2016,  p. 185, ISBN 978-3-8382-6782-1.
41. ↑   Daniel Kempton e Terry Clark, Unity or Separation: Center-Periphery Relations in the Former Soviet Union, Westport, United States, Praeger, 2002,  pp. 39-40, ISBN 0-275-97306-9.
42. ↑   Stephen Wegren, Putin's Russia: Past Imperfect, Future Uncertain, Lanham, Rowman & Littlefield, 2015,  p. 68, ISBN 978-1-4422-3919-7.
43. ↑   Gulnaz Sharafutdinova, Gestalt Switch in Russian Federalism: The Decline in Regional Power under Putin, in Comparative Politics, vol. 45, n. 3, 2013,  pp. 357-376, JSTOR 43664325.
44. ↑  (EN) Vadim Shtepa, Russian Federal Districts as Instrument of Moscow’s Internal Colonization, su Jamestown, 16 luglio 2018. URL consultato il 7 maggio 2019.
45. ↑   J. Paul Goode, The Decline of Regionalism in Putin's Russia: Boundary Issues, Abingdon, Routledge, 2011,  p. 95, ISBN 978-0-203-81623-3.
46. ↑   The Territories of the Russian Federation 2009, Abingdon, Regno Unito, Routledge, 2009,  p. 12, ISBN 978-1-85743-517-7.
47. ↑   Martin Russel, Russia's constitutional structure: Federal in form, unitary in function (PDF), in European Parliamentary Research Service, 20 ottobre 2015,  p. 1.
48. ↑   Regional presidents to choose new job titles, in RT International. URL consultato il 7 maggio 2016.
49. ↑  (EN) Neil Hauer, Putin's Plan to Russify the Caucasus, in Foreign Affairs, 1º agosto 2018. URL consultato il 26 agosto 2018.
50. ↑  (EN) Robert Coalson, Dmitry Lyubimov e Ramazan Alpaut, A Common Language: Russia's 'Ethnic' Republics See Language Bill As Existential Threat, su Radio Free Europe/Radio Liberty, 20 giugno 2018. URL consultato il 21 giugno 2018.
51. ↑   Sean Guillory, How ‘separatists’ are prosecuted in Russia: Independent lawyers on one of Russia’s most controversial statutes, su Meduza, 21 settembre 2016. URL consultato il 7 maggio 2019.
52. ↑   Imogen Bell, The Territories of the Russian Federation 2003, Londra, Europa Publications, 2003,  p. 78, ISBN 1-85743-191-X.
53. ↑  (EN) Russia broadens anti-incitement law to include separatism, su The Times of Israel, 5 luglio 2014. URL consultato il 7 maggio 2019.
54. ↑  (EN) Steve Gutterman e Pavel Polityuk, Putin signs Crimea treaty as Ukraine serviceman dies in attack, in Reuters, 18 marzo 2014. URL consultato l'8 maggio 2019.
55. ↑  (EN) Alec Luhn, Red Square rally hails Vladimir Putin after Crimea accession, in The Guardian, 18 marzo 2014, ISSN 0261-3077 (WC · ACNP). URL consultato l'8 maggio 2019.
56. ↑  (EN) Louis Charbonneau e Mirjam Donath, U.N. General Assembly declares Crimea secession vote invalid, in Reuters, 27 marzo 2014. URL consultato l'8 maggio 2019.
57. 1 2 3 4   Gordon Smith, State-Building in Russia: The Yeltsin Legacy and the Challenge of the Future, Armonk, M.E. Sharpe, 1999,  p. 62, ISBN 0-7656-0276-8.
58. 1 2   Lenore Grenoble, Language Policy in the Soviet Union, Hanover, Springer Science & Business Media, 2003,  p. 69, ISBN 0-306-48083-2.
59. ↑   Robert Rupen, Uralic and Altaic Series, vol. 37, Indianapolis, Indiana University, 1964,  p. 468.
60. 1 2   Christoph Zurcher, The Post-Soviet Wars: Rebellion, Ethnic Conflict, and Nationhood in the Caucasus, New York, New York University Press, 2007,  pp. 28-29, ISBN 978-0-8147-9724-2.
61. 1 2 3   John Paxton, The Statesman’s Year-Book Historical Companion, Londra, Palgrave Macmillan, 1988,  p. 271, ISBN 978-1-349-19448-3.
62. ↑  Stato di fatto indipendente dal 1991 al 2000, ma ancora riconosciuto come repubblica russa da parte della comunità internazionale.
63. ↑  (RU) Decree of the All-Russian Central Executive Committee on 04/21/1925 "On the transformation of the Chuvash Autonomous Region into the Chuvash Autonomous Socialist Soviet Republic", su Legal Russia. URL consultato il 26 maggio 2019 (archiviato dall'url originale il 16 febbraio 2019).
64. ↑  Annessa dalla Russia nel 2014; riconosciuta come parte dell'Ucraina dalla maggior parte della comunità internazionale.
65. 1 2 3  La repubblica non fu formata pensando a una nazionalità titolare.
66. 1 2 3   Paul Goble, Why are Only Some Non-Russian Republics Led by Members of Their Titular Nationalities?, su The Interpreter, 3 novembre 2015. URL consultato il 13 maggio 2019 (archiviato dall'url originale il 31 ottobre 2020).
67. ↑  Agul, àvari, Dargua, cumucchi, laki, Lesghi, rutuli, tabasarani e tsakhur.
68. 1 2  Annessa dalla Russia nel 2022; riconosciuta come parte dell'Ucraina dalla maggior parte della comunità internazionale.
69. ↑   Melanie Ilič, Stalin's Terror Revisited, New York, Palgrave Macmillan, 2006,  p. 164, ISBN 978-0-230-59733-4.
70. ↑   Robert Orttung, Danielle Lussier e Anna Paretskaya, The Republics and Regions of the Russian Federation: A Guide to Politics, Policies, and Leaders, New York, EastWest Institute, 2000,  pp. 523-524, ISBN 0-7656-0559-7.
71. ↑   Barnett Rubin e Jack Snyder, Post-Soviet Political Order, New York, Routledge, 2002,  p. 69, ISBN 0-415-17069-9.
72. 1 2 3 4 5   Vladimir Shlapentokh e Woods Joshau, Contemporary Russia as a Feudal Society: A New Perspective on the Post-Soviet Era, New York, Springer, 2007,  pp. 105-106, ISBN 978-0-230-60969-3.
73. 1 2 3 4   Cameron Ross, Federalism and Democratisation in Russia, Manchester, Manchester University Press, 2003,  pp. 24-25, ISBN 978-0-7190-5869-1.
74. ↑   25 years ago Chukotka withdrew from the Magadan Region, su Vesma Today, 29 settembre 2017. URL consultato il 31 ottobre 2019.
75. ↑  (RU) Georgy Kolguyev, Nenets Republic - It Sounds Weird, su Nyaryana Vynder, 17 novembre 2005. URL consultato il 10 maggio 2019 (archiviato dall'url originale il 4 marzo 2016).
76. ↑   Philip Roeder, Where Nation-States Come From: Institutional Change in the Age of Nationalism, Princetown, Stati Uniti d'America, Princeton University Press, 2007,  p. 134, ISBN 978-0-691-12728-6.
77. ↑   Rein Taagepera, The Finno-Ugric Republics and the Russian State, New York, Routledge, 2013, ISBN 0-415-91977-0.
«A proposal to divide Mordovia into Erzyan and Mokshan parts was rejected, 628-34 (Mokshin 1995).»